# Paraliparis acutidens
Paraliparis acutidens är en fiskart som beskrevs av Chernova 2006. Paraliparis acutidens ingår i släktet Paraliparis och familjen Liparidae. Inga underarter finns listade i Catalogue of Life.